# Wasserzementwert
Der Wasserzementwert (kurz: w/z-Wert) bzw. der Wasserbindemittelwert (kurz: W/B-Wert) ist ein Kennwert bei der Zubereitung von Baustoffen mit hydraulischem Bindemittel.
Der w/z-Wert ist das Verhältnis zwischen der Masse des wirksamen Wassers und der Masse des Bindemittels. Der Bindemittelanteil wird in kg/m³ einer verdichteten Mischung berücksichtigt.
Das wirksame Wasser des Wasseranteiles ist die Summe aus dem Zugabewasser, der Eigenfeuchtigkeit der Gesteinskörnung und des Wassers zugegebener wässriger Zusatzmittel, abzüglich der von der Gesteinskörnung durch Poren aufgenommenen Wassermenge.
Insbesondere in der Betonherstellung ist der Wasserzementwert von hoher Bedeutung. Ein zu hoher oder zu niedrigerer Wert kann bestimmte Eigenschaften eines Betons verschlechtern.
In Österreich wird deshalb auch der Begriff Wasserbindemittelwert verwendet. Heutige Bindemittel enthalten häufig nicht nur Zement (Portlandzementklinker), sondern es werden auch Betonzusatzstoffe wie Hüttensand, Puzzolan, Flugasche, Kalkstein, Steinkohlenflugasche oder Silikastaub dem Portlandzement beigemischt, um Kosten zu reduzieren oder spezielle Eigenschaften im Beton zu begünstigen. Beispielsweise ist bei der Herstellung sehr massiver Bauwerke, wie Staumauern, eine langsamere Erhärtung erwünscht, um die bei der chemischen Reaktion entstehende Wärmeentwicklung zu reduzieren. Erreicht wird dies durch die Zugabe von Flugasche.
In Deutschland spricht man bei der Anrechnung von Zusatzstoffen vom äquivalenten Wasserzementwert (w/z)eq.
Zusatzstoffe des Typs II müssen ebenso wie flüssige Betonzusatzmittel ab einer Gesamtmenge von 3 l/m³ in der Berechnung des äquivalenten Wasserzementwertes berücksichtigt werden.
Zur Bestimmung des Wasserzementwerts eines fertig gemischten Betons wird der Darrversuch genutzt.

## Abbinden von Frischbeton
Die Mischung aus Zement und Wasser bildet im Beton den sogenannten Zementleim, der während des Abbindens zum Zementstein erhärtet und dabei die Zuschlagstoffe (die Gesteinskörnung) des Betons fest miteinander verbindet. Beim Erhärten des Frischbetons durch Hydratation wird ein gewisser Teil des zugegebenen Wassers verbraucht. Ein typischer Zement kann dabei eine Wassermenge von rund 40 % seiner Masse binden. Dies entspricht einem w/z-Wert von 0,40. Der per Hydratation gebundene Anteil beträgt ca. 25 %, weiter werden etwa 15 % in sogenannten Gelporen gebunden.
Bei einem w/z-Wert von < 0,4 liegen im erhärteten Zement Anteile unhydratisierten Zementklinkers vor. Ist der Wasseranteil (und damit der w/z-Wert) eines Frischebetons größer als 0,4, kann das zugegebene Wasser nicht vollständig gebunden werden. Das Überschusswasser hinterlässt verästelte, saugfähige (Kapillar-) Poren.
Ein durchgängiges (kapillar-) Porensystem liegt im Zementstein ab einem Wasserzementwert von etwa 0,5 vor.

## Einfluss des w/z- bzw. W/B-Werts
Der w/z- bzw. W/B-Wert spielt für viele Anforderungen an den Beton eine entscheidende Bedeutung.
Einer Mischungsberechnung für einen Beton liegen die Anforderungen des Bauvorhabens zugrunde. Die benötigten Beanspruchungseigenschaften gehen aus den statischen Berechnungen und der Bemessung hervor. Weiterhin spielen die Umwelteinwirkungen, denen das Bauteil ausgesetzt ist, eine Rolle. Sie werden in sogenannten Expositionsklassen festgelegt. Für ein Bauteil, welches abwechselnd durchfeuchtet und wieder austrocknet, wird ein niedrigerer w/z-Wert gefordert als für ein durchweg trockenes Bauteil.
Je höher die Belastung und die Beanspruchung des Betons, desto niedriger (dichter an 0,40) wird im Allgemeinen der w/z-Wert (bei gleichbleibender Zementfestigkeitsklasse) gewählt werden.

In der Baupraxis werden (w/z)eq-Werte aus baupraktischen Gründen (z. B. für eine bessere Verarbeitbarkeit) meistens etwas höher gewählt oder bestimmte Zusatzmittel wie Verflüssiger beigefügt. Für hochfeste und ultrahochfesten (UHPC) Betone werden w/z-Werte meist zwischen 0,40 und 0,20 gefordert.
Wird Beton, der nach einiger Zeit beginnt anzusteifen, durch die zusätzliche Beimischung von Wasser wieder verflüssigt, so hat dies negative Auswirkungen auf die Betonqualität und kann zu Schäden an den Bauteilen führen.

### Folgen zu hoher w/z-Werte
- Es entstehen mehr und größere Poren als erwünscht. Die Poren im Beton setzen die Betonqualität herab. Eine erhöhte Porosität führt bei gleicher Zementfestigkeitsklasse zu weniger festem Beton.
- Die Kapillarität des erhärteten Betons nimmt zu. Wasser und andere chemische Verbindungen wie Chloride können tiefer in den Beton eindringen. Folgen sind:
  - Die Frostempfindlichkeit nimmt in der Regel zu, mit der möglichen Folge von Abplatzungen.
  - Der Schutz des Bewehrungsstahls vor Korrosion (Rost) verringert sich, wenn aufgrund der erhöhten Kapillarität Wasser oder Wasserdampf durch die Betonüberdeckung dringt.
  - Eindringende Flüssigkeiten oder mit dem Wasser transportierte Stoffe können den Beton schädigen.
- Das Schwinden des Betons erhöht sich aufgrund der Verdunstung des Überschusswassers. Beim Schwinden (Volumenabnahme) können Risse und Eigenspannungen entstehen.

### Folgen zu niedriger w/z-Werte
Die zur vollständigen Hydratation des Zements benötigte Wassermenge wird unter Umständen zwar bereitgestellt, wegen inhomogener Mischung werden oftmals aber nicht alle Zementkörner mit Wasser versorgt. Dadurch erhärtet nicht das gesamte Bindemittel. Wenn Wasser später in den Beton eindringt, führt dies zum Quellen des Betons, was zu Festigkeitsverlusten führt.
Eine ausreichend gute Verarbeitbarkeit kann bei grenzwertiger Wasserzugabe oft nicht ohne Zugabe von Zusatzmitteln sichergestellt werden. Bestimmt wird die Konsistenz auch durch den verwendeten Zement und den Wasseranspruch der verwendeten Gesteinskörnung. Der Beton ist im Einbauzustand steifer und es besteht dadurch unter anderem die Gefahr, dass Bewehrungsstahl nicht vollständig von Beton umschlossen wird.
Unterschiedliche Zementfestigkeitsklassen können bei gleichbleibendem w/z-Wert zu unterschiedlichen Betondruckfestigkeiten führen.
Ein hoher Zementgehalt oder ein unzureichendes Nachbefeuchten des Betons begünstigen den Vorgang des Schwindens ebenso wie ein zu hoher Wassergehalt.

## Maximaler Wasserzementwert
In der nachfolgenden Tabelle werden die maximal zulässigen Wasserzementwerte für ausgewählte Umwelteinwirkungen (Expositionsklassen) dargestellt.
| Expositions- klassen | Beschreibung der Einwirkung                                                                | max. w/z |
| -------------------- | ------------------------------------------------------------------------------------------ | -------- |
| XC1                  | trocken oder ständig nass                                                                  | 0,75     |
| XC2                  | nass, selten trocken                                                                       | 0,75     |
| XC3                  | mäßige Feuchte                                                                             | 0,65     |
| XC4                  | wechselnd nass und trocken                                                                 | 0,60     |
| XF1                  | mäßige Wassersättigung ohne Taumittel                                                      | 0,60     |
| XA1                  | chemisch schwach angreifende Umgebung                                                      | 0,60     |
| XD1                  | mäßige Feuchte (Chlorideinfluss) (ausgenommen Meerwasser)                                  | 0,55     |
| XS1                  | salzhaltige Luft, kein unmittelbarer Kontakt mit Meerwasser                                | 0,55     |
| XM1                  | mäßige Verschleißbeanspruchung                                                             | 0,55     |
| XD2                  | nass, selten trocken (Chlorideinfluss) (ausgenommen Meerwasser)                            | 0,50     |
| XS2                  | unter Wasser (Meerwasser)                                                                  | 0,50     |
| XF2, XF3, XF4        | Frostangriff bei mäßiger bis hoher Wassersättigung mit oder ohne Taumittel oder Meerwasser | 0,50     |
| XA2                  | chemisch mäßig angreifende Umgebung und Meeresbauwerke                                     | 0,50     |
| XD3                  | Wechselnd nass und trocken (Chlorideinfluss) (ausgenommen Meerwasser)                      | 0,45     |
| XS3, XA3             | Tidebereiche, Spritzwasser- und Sprühnebelbereiche, chemisch stark angreifende Umgebung    | 0,45     |
| XM2, XM3             | schwere bis extreme Verschleißbeanspruchung                                                | 0,45     |

## Normung

### Deutschland
In Deutschland regelt die Norm DIN 1045-2 – neben allgemeinen Festlegungen, Herstellungsanforderungen usw. – die Eigenschaften von Beton.
Für Betone, die neben Zement auch Betonzusatzstoffe des Typs II enthalten, wird vom äquivalenten Wasserzementwert {\displaystyle (w/z)_{\text{eq}}} gesprochen. Der sogenannte „{\displaystyle k}-Wert-Ansatz“ ermöglicht es dabei, die Anteile von Flugasche und Silikastaub auf den Zementgehalt anzurechnen.
{\displaystyle (w/z)_{\text{eq}}={\frac {w}{z+k_{f}\cdot f+k_{s}\cdot s}}}
Dabei ist {\displaystyle w} die Masse des Wassers, {\displaystyle z} die Masse des Zements, {\displaystyle k_{f}} und {\displaystyle k_{s}} die {\displaystyle k}-Werte, sowie {\displaystyle f} und {\displaystyle s} jeweils die Masse der Flugasche bzw. des Silikastaubs. Die Massen sind dabei immer bezogen auf 1 m³ verdichteten Frischbeton. Die k-Werte sind abhängig vom Zusatzstoff und liegen in der Regel bei kf = 0,4 und ks = 1,0. Die Norm gibt Einschränkungen zu Höchstgehalten der Zusatzstoffe in Abhängigkeit von den Zementarten vor.
Werden Zusatzmittel der Mischung in flüssiger Form und einer Gesamtmenge von mehr als 3 l/m³ zugegeben, so müssen diese ebenfalls nach DIN EN 206-1 auf den Wasserzementwert angerechnet werden.